# Domaines skiables de France
Pour les articles homonymes, voir DSF.
Domaines skiables de France (DSF), anciennement Syndicat national des téléphériques de France (SNTF), est la chambre syndicale des exploitants de remontées mécaniques et de domaines skiables en France.

## Historique
Le SNTF a été créé en 1938 avec l’objectif de permettre aux exploitants des quelques téléphériques qui existaient alors de communiquer entre eux et ainsi d'échanger des idées concernant leurs entreprises. Ces échanges permettaient aussi de trouver des solutions face aux problèmes techniques et administratifs soulevés par ce mode de transport encore nouveau. Le syndicat s’est développé au fur et à mesure que les appareils de remontées mécaniques (téléskis, télésièges et télécabines) apparaissaient dans le paysage. En 2010, il prend le nom Domaines skiables de France.
Il compte aujourd'hui plus de 412 adhérents : 238 membres actifs (opérateurs de remontées mécaniques ou de domaines skiables) et 175 « membres correspondants » (fournisseurs, constructeurs, centres de formation, maîtres d’œuvre...).

## Activités
Domaines Skiables de France assure la représentation de la profession dans de nombreuses instances. Il assure également la réalisation d'études et la communication entre les adhérents.
Ses compétences sont réparties en six commissions  :
- social et formation ;
- pistes et environnement ;
- juridique et fiscale ;
- remontées mécaniques ;
- communication et économie ;
- sécurité du travail.

Ces commissions agissent, entre autres, sur les révisions de la convention collective et l'évolution de la législation du travail, l'élaboration des règlements de sécurité, la publication des textes officiels spécifiques au secteur d'activité, la politique d'aménagement de la montagne, la formation professionnelle...
Les commissions sont composées d'adhérents des huit sections géographiques (Hautes-Savoie, Savoie, Isère, Alpes du Sud, Pyrénées, Massif central, Vosges, Jura) et s’appuient chacune sur l’expertise d’un chargé de mission.
Concernant la formation, Domaines skiables de France a mis au point un système d'attestations professionnelles pour une meilleure compétence du personnel à différents niveaux ou postes :
- diplôme commun :
  - agent d'exploitation ;
- remontées mécaniques :
  - conducteur de téléski,
  - conducteur de téléporté à pinces fixes,
  - conducteur de téléporté à pinces débrayables,
  - conducteur de téléphérique ou de funiculaire ;
- service des pistes :
  - conducteur d'engin de damage,
  - nivoculteur.

Les exploitants de domaines membres de Domaines skiables de France disposent, depuis fin 2004 d’un tableau de bord de leur activité. Après avoir entré leurs propres résultats concernant leur activité, ils peuvent ensuite consulter les résultats du secteur pour les périodes écoulées (vacances de Noël, janvier, vacances d’hiver, mars et vacances de Pâques). Cet outil leur permet également de consulter les résultats d'une saison à l'autre ou d'une station à l'autre.
Domaines skiables de France est membre de diverses associations européennes et internationales, comme l'OITAF et la FIANET.

## Bureau du comité directeur
- Président : Alexandre Maulin
- Président délégué : Anne Marty
- Trésorier : Jean-Yves Remy
- Délégué général : Laurent Reynaud